# Franco Berardi
Franco Berardi, conegut com a Bifo és un marxista teòric italià, conegut per ser un agitador cultural, activista dels media i filòsof multidisciplinari. Bifo llança una mirada àvida sobre qüestions complexes com ara l'efecte devastador de l'acceleració contemporània d'infoestímuls sobre la consciència humana i la rellevància política de la pèrdua de contacte entre el cos individual i el social. Bifo ha combinat sempre el seu compromís personal amb l'experimentació constant amb el mediactivisme, des de A/Traverso i Radio Alice als anys setanta fins al moviment Telestreet i una intensa activitat en xarxa als anys 2000.